# Aisha Fofana Ibrahim
Pour les articles homonymes, voir Fofana et Ibrahim (homonymie).
 (juillet 2019).
Aisha Fofana Ibrahim est une érudite féministe, chercheuse, militante en Sierra Leone et praticienne en genre et développement qui croit fermement que pouvoir et privilège devraient être utilisés au service des autres. Elle tente de combler le fossé qui sépare la politique de la pratique en enseignant les études de genre dans les cycles supérieurs et en promouvant l'autonomisation des femmes par le biais du plaidoyer. En tant que militante pour l'égalité des sexes, sa plaidoirie est axée principalement sur une représentation accrue des femmes dans les processus de prise de décision et de leadership et sur la nécessité de veiller à ce qu'une constitution nouvelle et révisée en Sierra Leone s'attaque à la marginalisation des femmes. Ses recherches universitaires portent actuellement sur le genre, l'exploitation minière artisanale et l'impact du virus Ebola sur les femmes et les filles, mais elle travaille également sur la violence à l'égard des femmes, la participation des femmes à la politique ainsi que sur leurs récits et leurs écrits autobiographiques.

## Engagements professionnels
- Fourah Bay College, université de Sierra Leone : Aisha Fofana Ibrahim est directrice du Centre de recherche et de documentation sur le genre au Fourah Bay College de l'université de Sierra Leone[2].
- The North-South Institute : En 2009-2010, elle est chercheuse invitée au North-South Institute grâce à la bourse Helleiner, une bourse de recherche financée par le CRDI. Les travaux d'Aisha Fofana Ibrahim à l'Institut portent sur la discrimination positive en tant que moyen de surmonter les obstacles qui limitent l'entrée des femmes en politique[2]
- 50/50 Group of Sierra Leone : Aisha est présidente du 50/50 Group of Sierra Leone qui se concentre sur le plaidoyer, les politiques et le renforcement des capacités de leadership des femmes[2]
- Université Carleton : Aisha Fofana Ibrahim est une spécialiste et militante féministe et elle est l'une des plus éminentes universitaires et praticiennes en genre et développement en Sierra Leone. Elle est l'ancienne directrice de l'Institut de recherche et de documentation sur le genre (INGRADOC, Institute for Gender Research and Documentation) du Fourah Bay College de l'Université de Sierra Leone[3]

## Ancienne présidente de50/50 Group of Sierra Leone
De 2013 à 2015, Aisha Fofana Ibrahim est présidente de la Commission sur la révision de la Constitution et le virus Ebola du 50/50 Group of Sierra Leone, une organisation de premier plan de la société civile en Sierra Leone qui s'emploie à assurer une représentation politique paritaire entre femmes et hommes et à promouvoir l'égalité des sexes en Sierra Leone. En tant qu'universitaire et praticienne, le Dr Fofana Ibrahim tente de combler le fossé qui sépare les politiques et les pratiques en enseignant le genre aux étudiants des cycles supérieurs et en promouvant la responsabilisation et l'autonomisation des femmes dans la pratique.
« L'exécutif et les membres du 50/50 Group of Sierra Leone souhaitent se joindre à toutes nos sœurs pour condamner le sinistre incident survenu à Lumley Beach aux premières heures du jeudi 13 août 2015, impliquant le viol et le meurtre d'une jeune femme. En tant qu'organisation centrée sur les femmes, nous comprenons qu'un acte de violence perpétré contre une femme est une violence à l'encontre de toutes les femmes et condamnons de tels actes de violence, non seulement envers la victime, mais également envers toutes les femmes de la Sierra Leone. Ce n’est un secret pour personne que le viol est un puissant moyen de promouvoir la domination et la possession. Nous exhortons la police sierra-léonaise et toutes les autorités concernées à travailler avec diligence et rapidité pour enquêter sur cette affaire et la résoudre. Notre société ne peut pas bien fonctionner si des femmes sont constamment violées et nous devons mettre fin à la violence à l'égard des femmes, qu'il s'agisse de viol, de passages à tabac, de violences domestiques ou de meurtres. Nous devons avoir une tolérance zéro pour toutes les formes de violence à l'égard des femmes ».
Le 50/50 Group of Sierra Leone recommande les modifications du comportement de la vie quotidienne suivantes :
- Signalez toute violence constatée ou entendue contre une femme ou une fille.
- Signalez toute menace apparente envers une femme ou une fille.
- Ne soyez pas dans une zone isolée ou ne vous isolez pas vous-même.
- Marchez en groupe, surtout la nuit.
- Battez vous et faites autant de bruit que possible si vous vous trouvez dans une situation dangereuse.

## Description autobiographie
« Je suis une universitaire, chercheuse et militante féministe et actuellement directrice de l'Institut de recherche et de documentation sur le genre (INGRADOC) au Fourah Bay College de l'Université de Sierra Leone. J'ai plus de 15 ans d'expérience dans l'enseignement et la recherche sur le genre, la littérature et la consolidation de la paix et j'ai publié des ouvrages dans ces domaines. Mon domaine de recherche actuel concerne la participation politique des femmes et leurs quotas, la violence à l'égard des femmes ainsi que les processus de réforme du secteur de la sécurité et du genre. Je suis un membre exécutif du 50/50 Group of Sierra Leone, un groupe non partisan qui défend la parité des sexes et l'autonomisation des femmes. Je préconise une plus grande participation des femmes aux prises de décisions et pour des politiques et des lois tenant compte des problèmes de genre ».